# Межа бідності

Відсоток населення, що живе менш ніж на $1.25 на день. Оцінки ООН станом на 2000—2007 роки.

Графік світового населення, що живе менш як на 1, 1,25 і 2 долари (червоний), і у пропорції до світового населення (синій) на основі даних Світового банку за 1981—2008 роки

Межа бідності — мінімальний рівень доходу, який вважають адекватним у певний країні. На практиці, подібно до визначення бідності, офіційне або загальне розуміння межі бідності істотно вище в розвинутих країнах (з ІЛР менш як 0.700), ніж у країнах, що розвиваються. У жовтні 2015 року Світовий банк оновив міжнародну межу бідності до $1.90 на день. Більшість науковців згодні, що вона краще віддзеркалює сьогоднішню дійсність, зокрема, новий рівень цін в країнах, що розвиваються. У 2008 році Світовий банк визначив показник (переглянутий переважно через інфляцію) в розмірі $1.25 за паритету купівельної спроможності (ПКС) станом на 2005 рік. Загальна міжнародна межа бідності в минулому становила приблизно $1 на день. Нині частка світового населення, що живе в умовах крайньої бідності, ймовірно, впала нижче від 10 %, згідно з прогнозами Світового банку, випущеними 2015 року.

## Визначення
Межу бідності зазвичай визначають шляхом знаходження загальної вартості всіх основних ресурсів, що доросла людина споживає в середньому за один рік. Найбільшою з цих витрат, як правило, є орендна плата за проживання у квартирі, тож історично, економісти звертали особливу увагу на ринок нерухомості і ціни на житло, як на сильний чинник впливу на межу бідності. Часто до уваги беруть окремі обставини, наприклад, чи є особа одним з батьків, людиною похилого віку, дитиною, перебуває в шлюбі т. д. Поріг бідності може коригуватися щороку.

## Історія
Чарльз Бут, який започаткував дослідження бідності в Лондоні на рубежі 20-го століття, популяризував ідею межі бідності, концепцію, яку спочатку задумав Лондонський Шкільний комітет. Бут встановив межу на рівні від 10 до 20 шилінгів (£1) на тиждень, яку він вважав мінімальною сумою, необхідною для сім'ї з 4 або 5 осіб, щоб прогодуватися. Сібом Раунтрі (1871—1954), британський соціологічний дослідник, громадський діяч і промисловець, опитав заможні сім'ї в Йорку, і накреслив межу бідності з погляду мінімальної щотижневої суми грошей, «необхідної для забезпечення сімей… всім необхідним для здорового життя», серед якого паливо і електроенергія, квартплатня, їжа, одяг і предмети побуту та особисті речі. Спираючись на дані тогочасних провідних світових дієтологів, він розрахував найдешевшу ціну їжі з мінімальною кількістю калорій так щоб харчування було збалансованим, перш ніж людина захворіє або втратить вагу. Він прийшов до висновку, що 27.84 % від загальної чисельності населення Йорку жили нижче розрахованої в такий спосіб межі бідності. Цей показник відповідає результату, який Чарльз Бут отримав для Лондона, і, таким чином, заперечує думку, поширену в той самий час, що крайня бідність була проблемою, характерною лише для Лондона і не набула поширення на решті території Великої Британії. Раунтрі відрізняв первинну бідність, у кого не було доходів, і вторинну бідність, ті, хто мав достатній дохід, але витратив його на щось інше (1901:295-6).

## Абсолютна бідність
Абсолютна бідність — це рівень бідності з точки зору мінімальних вимог, необхідних, щоб дозволити собі мінімальні норми продуктів харчування, одягу, медичного обслуговування та забезпечення житлом.[джерело?] Для того, щоб бути абсолютною, межа повинна бути однаковою в різних країнах, культурах, так і на різних технологічних рівнях. Таке абсолютне вимірювання повинно дивитися тільки на індивідуальну спроможність споживати, і повинно бути незалежним від будь-яких змін у розподілі доходів. Інтуїція позаду абсолютної межі полягає в тому, що просте виживання вимагає по суті таку ж кількість ресурсів у всьому світі і що стосовно кожного потрібно застосовувати ті ж стандарти, якщо проводити коректне порівняння політики і прогресу. Зверніть увагу, що якщо всі реальні доходи в економіці збільшується, а розподіл доходів не змінюється, то абсолютна бідність буде скорочуватися.
Вимірювання бідності за абсолютною межею має ту перевагу, що застосування одного й того самого стандарту в різних місцях і періоди часу полегшує порівняння. З іншого боку, воно має той недолік, що будь-який абсолютний поріг бідності якоюсь мірою довільний; кількість матеріальних благ, необхідних для виживання, не є однаковою в різних місцях і часові періоди. Наприклад, людина, яка живе в далекій Північній Скандинавії потребує джерело тепла в холодні місяці, тоді як людина, що живе на тропічному острові, ні.
Цей тип вимірювання часто протиставляють показникам відносної бідності (див. нижче), які визначають окремих осіб або сімей як «бідні», не порівнюючи їх з нерухомою точкою мінімуму, але, порівнюючи їх з іншими представниками досліджуваної спільноти.
Поняття абсолютної бідності також інколи використовують як синонім крайньої бідності. Абсолютна бідність-це відсутність достатніх ресурсів для забезпечення основних життєвих потреб.
Згідно з декларацією ООН, підписаною на Всесвітньому саміті з соціального розвитку в Копенгагені в 1995 році, абсолютна бідність-це «стан, що характеризується серйозним позбавленням основних потреб людини, в тому числі продовольства, чистої питної води, санітарії, охорони здоров'я, житла, освіти та інформації. Вона залежить не лише від доходів, але й від доступу до послуг».
Документ Девіда Гордона «показники бідності і голоду», для Організації Об'єднаних Націй, далі визначає абсолютну бідності як відсутність будь-яких двох з наступних восьми основних потреб:
- Їжа: Індекс маси тіла повинен перевищувати 16.
- Безпечна питна вода: вода не повинна надходити виключно з річок та ставків, і повинна бути доступною неподалік (менш ніж за 15 хвилин ходьби в одну сторону).
- Санітарні об'єкти: туалети або вбиральні повинні бути доступні в або біля будинку.
- Здоров'я: повинно бути доступним лікування від серйозних захворювань і вагітності.
- Житло: будинки повинні містити менш як чотири особи в кожному номері. Підлоги не повинні бути зроблені з бруду, мулу або глини.
- Освіта: кожна людина повинна відвідувати школу, або навчитися читати в інший спосіб.
- Інформація: всі повинні мати доступ до газет, радіо, телевізора, комп'ютера, або телефону вдома.
- Доступ до послуг: цей пункт Гордон не визначив, але зазвичай його використовують щоб показати повний арсенал: освіту, охорону здоров'я, правові, соціальні та фінансові (кредитні) послуги.

Наприклад, людина, яка живе в будинку з земляною долівкою є строго позбавленою укриття. Людина, яка ніколи не відвідувала школу і не вміє читати, вважається позбавленою освіти. Людина, яка не має газети, радіо, телебачення, комп'ютера або телефону є такою, що відчуває гостру нестачу інформації. Всі люди, які відповідають будь-яким двом із цих умов – наприклад, вони живуть в будинках з глинобитними підлогами і не вміють читати – вважається, що живуть в абсолютній бідності.

### Базові потреби
Підхід виходячи з основних потреб є одним з основних підходів до вимірювання абсолютної бідності в країнах, що розвиваються. Це спроба визначити абсолютний мінімум ресурсів, необхідних для здорового довголіття, зазвичай у термінах споживчих благ. Межа бідності визначається як сума доходів, необхідних для задоволення цих потреб. Підхід на основі базових потреб був запроваджений Міжнародною організацією праці на Світовій конференції з зайнятості 1976 року. «можливо найвищою точкою WEP була Світова конференція з працевлаштування 1976 року, яка запропонувала задоволення основних людських потреб як головну мету національної й міжнародної політики розвитку. Підхід на основі основних потреб до розвитку був схвалений урядами і організаціями працівників і роботодавців зі всього світу. Це вплинуло на програми та політику основних багатосторонніх і двосторонніх установ, що займаються питаннями розвитку, і був попередником для підходу з людського розвитку».
До традиційного списку безпосередніх «базових потреб» належать їжа (включаючи воду), притулок і одяг. Багато сучасних списків підкреслюють, що до мінімального рівня споживання основних потреб належать не лише їжа, вода і притулок, але й санітарія, освіта і охорона здоров'я. Різні агентства використовують різні списки.
У 1978 році Гхаї досліджував літературу, яка критикує підхід на основі базових потреб. Критики стверджують, що підходу на основі базових потреб бракує наукової строгості; він був орієнтованим на споживання і anti-growth. Деякі вважають, що це «рецепт для увічнення економічної відсталості» і створює враження, «що ліквідація бідності є занадто легкою». Амартія Сен зосередився на «можливостях», а не споживанні.
У дискурсі розвитку, модель основних потреб фокусується на вимірюванні того, що вважають незнищенним рівнем бідності.

## Відносна бідність
Відносна бідність-це «найбільш зручний спосіб для визначення рівня бідності в багатих розвинених країнах». Підхід на основі відносної бідністості застосовують Програма розвитку ООН (ПРООН), Дитячий фонд ООН (ЮНІСЕФ), Організація економічного співробітництва і розвитку (ОЕСР) і Канадські дослідники бідності. В Європейському Союзі, «вимірювання відносної бідності є найбільш відомим і найбільш цитованим з показників соціальної інтеграції ЄС».
«Відносна бідність віддзеркалює вартість соціальної інтеграції і рівних можливостей у конкретному часі і просторі».
«Після того, як економічний розвиток просунувся до певного мінімального рівня, у руб. бідності проблема — з точки зору бідної людини і суспільства, в якому вони живуть, — це не стільки наслідки бідності в абсолютній формі, але ефект контрасту, щоденна сприймається, між життям бідних і життя тих, хто навколо них. Для практичних цілей, проблема бідності в промислово розвинених країнах сьогодні є проблема відносної бідності (стор 9).»

### Історія концепції відносної бідності
1776 року Адам Сміт стверджував, що бідність-це неможливість дозволити собі «не лише товари, які неодмінно необхідні для підтримки життя, але будь-яку річ, відсутність якої звичай країни робить непристойним для авторитетних людей, навіть найнижчих верств.»
У 1958 році Джон Кеннет Гелбрейт стверджував, що «люди є бідними, якщо їхній дохід, навіть якщо й достатній для виживання, помітно відстає від доходу їхньої спільноти.»
1964 року, в економічній президентській доповіді об'єднаного Комітету в США, республіканці схвалили концепцію відносної бідності: «немає об'єктивного визначення бідності. … Визначення змінюється в залежності від місця і часу. В Америці з підвищенням нашого рівня життя підвищується і наше уявлення про те, що перебуває нижче стандартів.»
1965 року Роуз Фрідман виступив за використання відносної бідності, стверджуючи, що визначення бідності змінюється разом з загальним рівнем життя. Особи, віднесені до категорії бідних в 1995 році, мають «вищий рівень життя, ніж більшість не віднесених до бідних» у 1965 році.
У 1979 році британський соціолог Пітер Таунсенд опублікував своє знамените визначення: «про фізичних осіб… можна сказати що вони проживають у злиднях, коли їм не вистачає ресурсів для отримання видів дієти, брати участь у заходах та мають житлові умови і зручності, які є звичайними або, принаймні, широко рекомендується або затверджений, у суспільствах, до яких вони належать (стор 31).»
Браян Нолан і Крістофер Т. Вілан з Інституту економічних і соціальних досліджень (ESRI) в Ірландії пояснили, що «бідність слід розглядати з точки зору рівня життя суспільства in question.»
Показники відносної бідності використовуються як офіційні показники бідності Європейським Союзом, ЮНІСЕФ і OEDC. Основна межа бідності, яку використовують в ОЕСР і Європейському Союзі базується на «економічній відстані», рівень доходу встановлений на рівні 60 % медіанного доходу домогосподарств.

### Відносна бідність у порівнянні з іншими стандартами
Показник відносної бідності визначає «бідність» як таку, що перебуває нижче певного порогу. Наприклад, твердження, що «ті люди, які працюють і чий household equivalised disposable income нижчий за 60 % національного median equivalised income, є бідними» використовує відносний показник для визначення рівня бідності.
Поняття відносної бідності також можна використовувати в іншому сенсі, в сенсі «помірної бідності» – наприклад, рівень життя чи рівень доходів, який є досить високим, щоб задовольнити основні потреби (такі як вода, їжа, одяг, житло, базова охорона здоров'я), але все одно значно нижчий, ніж у більшості населення, взятого до уваги
.

## Національні межі бідності

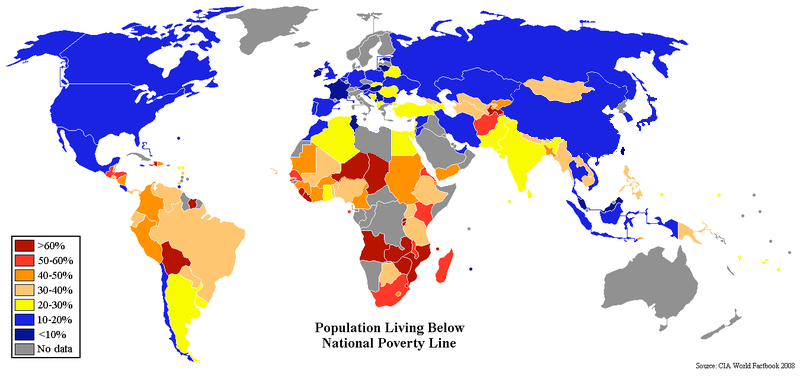
Мапа на основі CIA World Factbook, яка показує відсоток населення країни, що живуть нижче офіційної межі бідності для цієї країни

Національні оцінки засновані на населення-зважених оцінок підгрупи з обстежень домашніх господарств. Визначення межі бідності значно варіюються між країнами. Наприклад, багаті країни, як правило, використовують вищі стандарти бідності, ніж бідні країни. Навіть серед багатих країн, стандарти сильно відрізняються. Таким чином, цифри не порівнянні між країнами. Навіть коли країни використовують той самий метод, то деякі відмінності можуть залишатися.
Станом на 2015 рік в Сполучених Штатах, поріг бідності для однієї людини віком до 65 років був на річний дохід $11,770$; поріг для сімейної групи з чотирьох осіб, включаючи двох дітей, становив $24,250. за даними Бюро перепису населення США, опублікованими 13 вересня 2011 року, у 2010 році рівень бідності в країні зріс до 15,1 відсотка .
У Великій Британії, «більше п'яти мільйонів чоловік – більше однієї п'ятої (23 %) всіх працівників – платили менше, ніж £6.67 за годину у квітні 2006 року. Це значення засноване на a low pay rate 60 % від середнього заробітку при повному часі, що еквівалентно трохи більше як £12,000 на рік при 35-годинному робочому тижні. У квітні 2006 року 35-годинний тиждень дав би заробіток £9,191 на рік – до сплати податків і Національного страхування».
Офіційний рівень бідності в Індії, з іншого боку, розділений окремо на сільський і міський пороги. Для міських жителів, бідність визначається як проживання менш ніж на 538.60 рупій (близько $12) на місяць, тоді як для сільських жителів, він становить менш ніж 356.35 рупій на місяць (близько $7.50).

## Критика
Використання порогу бідності є проблематичним, оскільки дохід трохи вищий або нижчий від нього не дає суттєвої різниці; негативні наслідки бідності, як правило, мають тенденцію до безперервності, а не дискретності, і той самий низький рівень доходів впливає на різних людей по-різному. Щоб подолати цю проблему, замість нього можна використовувати індекс або індекси бідності; див. метрика нерівності доходів.
Поріг бідності опирається на кількісне, або чисто цифрове вимірювання доходів. Якщо використовуються інші показники людського розвитку, такі як охорона здоров'я та освіта, то їх потрібно виражати кількісно, а це не просте (якщо взагалі досяжне) завдання.
Використання єдиного грошового порого бідності для всього світу є проблематичним, через труднощі порівняння цін між країнами. Ціни на ті самі товари сильно різняться від країни до країни; хоча це, як правило, коригується за допомогою паритету купівельної спроможності (ПКС) валют, споживчий кошик, використовуваний для визначення ставки, зазвичай не бере до уваги бідняків, більшість з яких витрачає гроші на основні продукти харчування, а не на предмети розкоші (пральні машини, авіаперельоти, охорону здоров'я), які часто входять у кошик ПКС. Економіст Роберт С. Аллен спробував вирішити це за допомогою стандартизованих наборів товарів, типові для покупок бідняків у різних країнах та в різний час, наприклад у тому числі фіксовану кількість дешевого місцевого зерна (наприклад, кукурудзи, рису або вівса), виражену в калоріях.

### Перебільшення бідності
Деякі критики зауважують, що зазначені межі бідності в країнах з істотними системами соціального забезпечення (наприклад, в США і Європі) fail to count in-kind transfers, будь то державні чи приватні джерела, для розрахунку порогу бідності. Наприклад, якщо батько платить за оренду квартири для дорослого сина напряму власникові, замість того, щоб давати гроші синові, щоб той заплатив за квартиру, то гроші не зараховуються як прямий дохід сина. Якщо церква або некомерційна організація дає їжу літній людині, то вартість продуктів харчування не враховується як прямий дохід літньої людини. Реа Гедерман, старший політичний аналітик в центрі аналізу даних Heritage Foundation, сказав:
Офіційні оцінки бідності беруть до уваги лише прямі грошові доходи. Згідно з цими оцінками, програми боротьби з бідністю, такі як продовольчі талони, допомога при виборі житла, на зароблений дохід податковий кредит, Медікейд і обіди у школах, зокрема, «пільгами» – а, отже, не доходами. Тож, попри все, що ці програми роблять для зменшення бідності, вони не враховуються як дохід, коли Вашингтон вимірює рівень бідності.

### Заниження бідності
На додаток до заробітної плати, інвестиційні доходи та державні трансферти, такі як SNAP (також відомі як продовольчі талони), та житлові субсидії включаються до складу доходів домогосподарства. Дослідження, які вимірювали відмінності між рівнем доходу до і після сплати податків і державних трансфертів, виявили, що без програми соціальної підтримки населення, бідність була б приблизно на 30-40 % вищою, ніж вказує офіційна межа бідності.
Крім того, Бюро перепису населення США розраховує межу бідності однаковою по всій території США, незалежно від вартості життя в штаті або міському районі. Наприклад, вартість життя в штаті Каліфорнія, найбільш густонаселеному штаті, станом на 2022 рік була на 51 % більшою, ніж у середньому по США, тоді як вартість життя  у штаті Міссісіпі  становила на 16,5% нижче. 